# Paul Feig
Paul Samuel Feig, född den 17 september 1962 i Mount Clemens i Michigan, är en amerikansk skådespelare, regissör, manusförfattare och producent.
Feig har regisserat filmer som Bridesmaids (2011), Ghostbusters (2016) och Last Christmas (2019). Han samarbetar ofta med skådespelaren Melissa McCarthy. Han har även skapat TV-serien Nollor och nördar (1999–2000) och regisserat avsnitt av serier som The Office, Arrested Development, Weeds och Nurse Jackie. För sitt arbete med Nollor och nördar och The Office har Feig nominerats till fyra Emmy Awards.

## Filmografi

### Film
| 2003 | I Am David           | Ja | Nej       | Ja  | Regidebut                           |
| 2006 | Unaccompanied Minors | Ja | Nej       | Nej |                                     |
| 2011 | Bridesmaids          | Ja | Executive | Nej |                                     |
| 2013 | The Heat             | Ja | Executive | Nej |                                     |
| 2015 | Spy                  | Ja | Ja        | Ja  |                                     |
| 2016 | Ghostbusters         | Ja | Executive | Ja  | Med Katie Dippold som medförfattare |
| 2018 | A Simple Favor       | Ja | Ja        | Nej |                                     |
| 2019 | Last Christmas       | Ja | Ja        | Nej |                                     |